# Halalaimus filiformis
Halalaimus filiformis är en rundmaskart som först beskrevs av Allgen 1929.  Halalaimus filiformis ingår i släktet Halalaimus och familjen Oxystominidae. Arten är reproducerande i Sverige. Inga underarter finns listade i Catalogue of Life.